# Alain Tabourian
Alain André Tabourian (ur. 2 kwietnia 1964 w Bejrucie) – libański polityk i przedsiębiorca ormiańskiego pochodzenia, syn André Tabouriana, byłego deputowanego libańskiego parlamentu. Ukończył magisterskie studia menedżerskie na Uniwersytecie Harvarda. Był sekretarzem stanu w gabinecie Umara Karamiego (2004-2005). W 2005 r. sprawował funkcję ministra sportu i młodzieży oraz szefa resortu telekomunikacji w pierwszym rządzie Nadżiba Mikatiego. Natomiast w latach 2008–2009 kierował ministerstwem energii i wody w drugim gabinecie Fuada Siniory.